# Bruno z Kwerfurtu
Bruno z Kwerfurtu (również Bruno Bonifacy z Kwerfurtu, Brunon z Kwerfurtu lub Bonifacy; ur. ok. 974 w Kwerfurcie, zm. 14 lutego lub 9 marca 1009 w strefie przygranicznej Prus, Rusi i Litwy) – mnich benedyktyński, kapelan cesarski, biskup misyjny, autor pierwszych utworów literackich dotyczących Polski, męczennik, święty Kościoła katolickiego, patron Warmii, diecezji łomżyńskiej i ełckiej. 

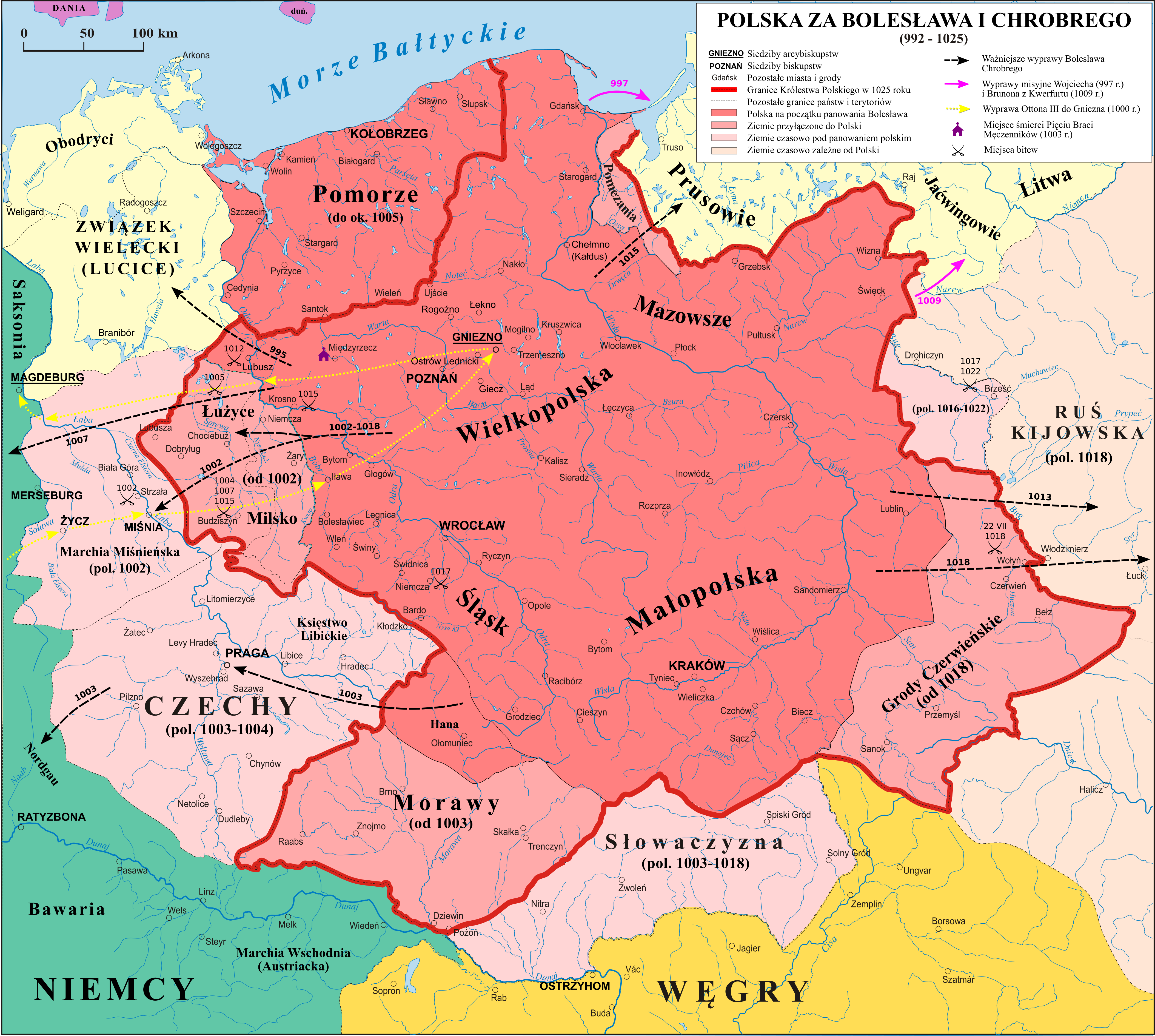
Polska za panowania Bolesława Chrobrego.

## Życiorys
Bruno urodził się w arystokratycznej rodzinie saskiego grafa w Kwerfurcie (ob. Querfurt). Kształcił się w szkole katedralnej w Magdeburgu, pobierając naukę w latach 985–994. Z kroniki Thietmara wiadomo, że inicjatorką wysłania Brunona do tej szkoły była jego matka Ida. Zdaje się, że był najmłodszym dzieckiem, a ci z reguły byli przeznaczani do „służby Bożej” i stąd pozostawali dłużej w bliższych związkach z matką. Na zamku w Kwerfurcie, pod opieką ojca, pozostali jego starsi bracia – Gebhard (zmarł wcześnie, a dobra przejęli jego potomkowie), Dietrich i Wilhelm. Szkoła katedralna w Magdeburgu, kierowana wtedy przez filozofa Geddona, uchodziła za jedną z renomowanych wówczas w Niemczech. Była przesiąknięta ideą szerzenia wiary chrześcijańskiej u pogan. Tutaj nieco wcześniej (do 980) kształcił się Wojciech Sławnikowic, późniejszy męczennik i święty. Thietmar, jego towarzysz z ławy szkolnej, tak pisał o tych czasach:

Ilekroć miał rano iść do szkoły, prosił przed opuszczeniem mieszkania o wolną chwilę i podczas gdy myśmy igrali beztrosko, on oddawał się modlitwie. Pracę wyżej cenił od odpoczynku i w ten sposób zbierając jej owoce, doszedł do wieku dojrzałości.

W 995 został kanonikiem w kapitule katedralnej w Magdeburgu. Około 997 znalazł się jako kapelan na dworze młodego cesarza Ottona III w Akwizgranie. Podróżował wraz z nim do Rzymu.
Pod wpływem wieści o śmierci św. Wojciecha, Bruno zrezygnował z dobrze zapowiadającej się kariery dworskiej i wstąpił do klasztoru benedyktynów św. Bonifacego i św. Aleksego na Awentynie w Rzymie (998), wcześniej ściśle związanego z losami biskupa Wojciecha. W tym czasie też przyjął imię: Bonifacy, nawiązując do pamięci „apostoła Germanii” (zmarłego męczeńską śmiercią w 754). W klasztorze poznał eremitę Romualda, twórcę benedyktyńskiej reguły pustelniczej i późniejszego świętego.
Na zaproszenie Bolesława Chrobrego w 1001 grupa misjonarzy z Pereum udała się do Polski. Miał do nich dołączyć Brunon po uzyskaniu pozwolenia na działalność misyjną. Jest wysoce prawdopodobne, że Chrobry chciał, by misjonarze prowadzili ewangelizację wśród Słowian połabskich, co musiało spotkać się z niepokojem metropolitów niemieckich. Brunon otrzymał pozwolenie na wyświęcenie od Sylwestra II oraz zezwolenie dla misji zakonników z Pereum. Otrzymał również paliusz. Zimą 1002 udał się na dwór króla niemieckiego Henryka II, lecz musiał czekać do 1004 na święcenia uzyskane z rąk arcybiskupa Magdeburga. Celem jego działalności misyjnej stały się jednak Węgry, a potem plemiona Pieczyngów (teren nad Dnieprem, na południe od Rusi Kijowskiej), dla których wyświęcił biskupa. Uważa się także, że Brunon wysłał wyświęconego przez siebie biskupa do Szwecji, ostatnio jednak pojawiły się głosy kwestionujące tę hipotezę.
Po śmierci jego współbraci, Pięciu Braci Męczenników, wyjechał do Polski. Według późniejszej Kroniki Spangeberga mnich benedyktyński Bruno ok. 1000 założył kościół św. Wawrzyńca w Łomży.
W liście do Henryka II potępił wojnę prowadzoną przez króla niemieckiego przeciwko Polakom.
Wraz z 18 misjonarzami poniósł śmierć męczeńską 14 lutego lub 9 marca 1009 na pograniczu jaćwieskim, rubieżach chrześcijaństwa obrządku rzymskiego i greckiego, gdzie krzyżowały się strefy wpływów Bolesława Chrobrego i Włodzimierza Wielkiego. Opis śmierci Brunona znany jest z łacińskiej relacji Hystoria de predicacione episcopi Brunonis, autorstwa mnicha Wiperta, który towarzyszył w wyprawie Brunona i jako jedyny ocalał.

## Dzieła
Św. Bruno napisał dwa dzieła hagiograficzne:
- Żywot św. Wojciecha,
- Żywot Pięciu Braci Męczenników.

Święty napisał również List do króla Henryka II, stanowiący próbę mediacji między królem a Chrobrym. List jest jednym z pierwszych dzieł napisanych bez wątpienia na terenie Polski. Wobec przedłużającej się wojny między obydwoma władcami udał się na misję do Prus, na pogranicze Litwy i Rusi Kijowskiej (zmarł tamże).
Są to pierwszorzędne źródła do dziejów wczesnośredniowiecznej Polski i Europy środkowej.
Bruno z Kwerfurtu mógł być również autorem zaginionej Pasji św. Wojciecha, wzmiankowanej w Kronice Galla Anonima (opisując Zjazd gnieźnieński, w księdze I w rozdziale szóstym autor kroniki dodał uwagę: „jak o tym dowiedzieć się można bardziej szczegółowo z księgi o męczeństwie tego świętego”, tj. św. Wojciecha). Brunonowi przypisywane bywa też autorstwo epigrafu Ossa trium, odkrytego w 1959 na uszkodzonej tablicy nagrobnej w archikatedrze gnieźnieńskiej, a poświęconego prawdopodobnie trzem spośród Pięciu Braci Męczenników.

## W sztuce

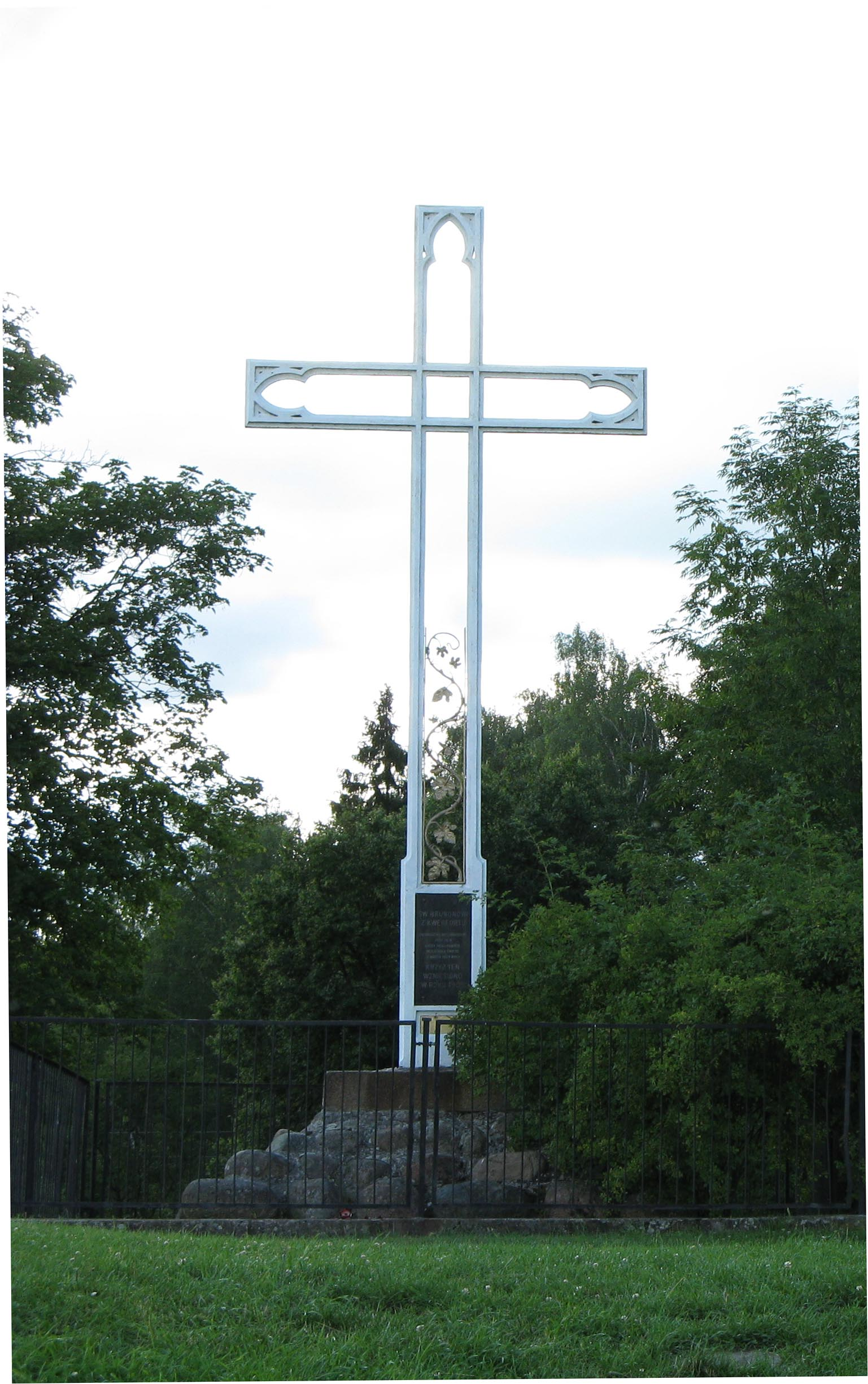
Krzyż św. Brunona w Giżycku

W XVI i XVII w. obrazy, freski i posągi świętego powstały we Włoszech w klasztorze kamedułów Sacro Eremo Tuscolano we Frascati, klasztorze Eremo di Monte Giove i kaplicy San Severo w Perugii (fresk Piotra Perugino). Na ziemiach I Rzeczypospolitej fresk przedstawiający ściętego Brunona zachował się w klasztorze w Świętym Krzyżu na Łysej Górze. W klasztorze kamedułów w Pożajściu na Litwie powstały freski pędzla Michelangelo Palloniego przedstawiające misję i męczeństwo Brunona, w Krakowie – obrazy w klasztorze na Bielanach, w Warszawie – obraz w kościele na Bielanach.
W kościele św. Brunona w Giżycku znajduje się obraz z ok. 1911 przedstawiający świętego w stroju pontyfikalnym, autorstwa Juliana Wałdowskiego z Wrocławia. Na frontonie tegoż kościoła umieszczono w 1975 mozaikę ukazującą św. Brunona w otoczeniu wojów pruskich. W Łomży w kościele św. Michała Archanioła w prawej nawie znajduje się witraż poświęcony Brunonowi, zaś w kaplicy Matki Bożej Bolesnej rzeźba świętego.
Jedyny pomnik męczeńskiej śmierci św. Brunona na ziemiach polskich znajduje się w Giżycku, kilometr na płd. zach. od centrum miasta, na wzgórzu nad jeziorem Niegocin, nieopodal trasy kolejowej Olsztyn – Giżycko. Miejsce to było począwszy od końca XIX wieku uważane przez Niemców za miejsce kaźni świętego, co jednak nie znajduje potwierdzenia w źródłach.
Z okazji 1000-lecia jego męczeńskiej śmierci Poczta Polska wydała okolicznościowy znaczek pocztowy z jego podobizną – fragment obrazu M. Załuskiego z 1860 r. „Misja św. Brunona” znajdującego się w katedrze św. Michała Archanioła w Łomży.
Święty w literaturze
Żywot świętego stał się kanwą powieściowej trylogii historycznej dla młodzieży pod wspólnym tytułem Jest tu chłopiec Anny Lisowskiej-Niepokólczyckiej. Występuje także w cyklu powieściowym Antoniego Gołubiewa Bolesław Chrobry.

## Kult i pamięć
Wspomnienie liturgiczne św. Brunona w Kościele katolickim obchodzone jest 12 lipca.
Kanonizacja św. Brunona odbyła się prawdopodobnie między latami 1019 a 1025 poza Rzymem w rodzinnej diecezji świętego w Halberstadt, w której następnie obchodzono 8 marca święto św. Brunona męczennika. Na początku XII w. w Lüdersburgu powstał benedyktyński klasztor pod wezwaniem Najświętszej Maryi Panny i św. Brunona (od 1147 przeniesiony do Eilwardsdorf koło Kwerfurtu). W XVI w. zanotowane zostały legendy o życiu Brunona krążące w okolicach jego rodzinnego Kwerfurtu. Św. Brunon był znany i czczony również pod jego zakonnym imieniem Bonifacy (w ten sposób określał go m.in. Piotr Damiani).
W XVI i XVII w. czczono błędnie osobno dwóch świętych, Brunona i Bonifacego, który to błąd skorygowano na początku XVIII w., występował jednak czasami jeszcze do wieku XX. Jako św. Bonifacy wymieniony został w traktacie Summa historialis sive Chronicon dominikanina Antoniego z Florencji (wyd. 1484), dziele Piotra de Natalibus (1493, 1514), pierwszym wydaniu dzieła Piotra Damianiego o św. Romualdzie (1513). Odrodzenie pamięci jako o św. Brunonie wiązało się z wydaniem Kroniki Thietmara w 1580 i 1600. W 1590 życiorys Brunona, aczkolwiek niezbyt rzetelny, pojawił się w kronice C. Spangenberga. Jean Bolland umieścił postać Brunona w zbiorze żywotów świętych Acta Sanctorum. Inny bollandysta, Conradus Janning, udowodnił w 1715, że Brunon i Bonifacy to ta sama postać. W XVI i XVII święty stał się popularny wśród kamedułów włoskich. W 1673 Stolica Apostolska wydawała Officium, które podniosło święto Brunona (Bonifacego) do rangi „semiduplex” (święto niższego rzędu).
Ponowne odkrycie i wydanie dzieł Brunona miało miejsce w wieku XIX, pojawiły się też wtedy nowe miejsca jego kultu i pamięci. W latach 1882–1883 w Bartoszycach (ówcześnie Prusy Wschodnie) zbudowano kościół katolicki pod wezwaniem św. Brunona, zaś na początku XX w. umieszczono w nim witraż przedstawiający świętego. Szczególne znaczenie zyskała legenda o śmierci Brunona w Giżycku. Niemiecki historyk Heinrich Gisbert Voigt w latach 1907–1909, opierając się na błędnej interpretacji średniowiecznych przekazów, uznał, że Bruno poniósł męczeńską śmierć w okolicach Giżycka. Miejscowe elity, z pastorem Ernstem Trinckerem i gminą ewangelicką, podjęły tę legendę, wystawiając w 1910 krzyż ku czci Brunona na wzgórzu nad brzegiem jeziora Niegocin. W 1909 poświęcono w Giżycku katolicką kaplicę ku czci św. Brunona, a w 1937 – kościół parafialny.

### Kult w Polsce
W średniowieczu na ziemiach polskich kult św. Brunona nie rozwinął się, nie był też znany na ziemiach zakonu krzyżackiego. Bruno został wymieniony w polskich rocznikach: kapitulnym krakowskim i wielkopolskim, nie wspominają go jednak czołowi średniowieczni kronikarze, jak Gall Anonim, Wincenty Kadłubek czy Jan Długosz.
Zainteresowanie Brunonem w Polsce pojawiło się na przełomie XVI i XVII w. głównie w środowiskach benedyktyńskim i kamedulskim oraz na Warmii. Marcin Boroniusz uznał Brunona za patrona Polski, zaś kult Brunona rozwijał się w klasztorze w Świętym Krzyżu na Łysej Górze. Św. Brunon lub Bonifacy czczony był również przez polskich kamedułów.
W 2. połowie XIX w. rozwinęła się tradycja łącząca z Łomżą działalność Brunona, któremu błędnie przypisano założenie kościoła na Wzgórzu Świętego Wawrzyńca. W 1963 św. Brunon Bonifacy został uznany za głównego patrona diecezji łomżyńskiej, zaś w 1982 erygowano w Łomży parafię św. Brunona z Kwerfurtu.
W 1980 kościół św. Brunona w Bartoszycach został obdarzony możliwością uzyskania odpustu zupełnego w dniu św. Brunona. Od 2002 kościół ten zyskał rangę sanktuarium św. Brunona. W 1999 rada miasta uznała Brunona za patrona Giżycka. W 2009 św. Brunon został oficjalnie patronem Bartoszyc, a na skwerze obok urzędu miasta odsłonięto pomnik ku jego czci.
W Kościele katolickim w Polsce odprawia się uroczystości liturgiczne w diecezji łomżyńskiej (patronat od 1963), archidiecezji warmińskiej oraz diecezji ełckiej, których Brunon jest patronem. Bruno z Kwerfurtu jest również patronem Warmii od 2009 roku.
W tekstach liturgicznych współczesnego pochodzenia Bruno z Kwerfurtu wzmiankowany jest rzadko.

### Podstawowe źródła w tłumaczeniu na j. polski
- Żywot Pięciu Braci Męczenników, tł. K. Abgarowicz, wstęp Jadwiga Karwasińska, [w:] Piśmiennictwo czasów Bolesława Chrobrego, PWN, Warszawa 1966, s.155-246
- List Brunona do Henryka II, tamże, s. 247-264. Żywot II św. Wojciecha, tamże, s. 87-154 oraz w lepszym tłumaczeniu Brygida Kürbis, [w:] W kręgu żywotów św. Wojciecha, Tyniec 1997, s.81-134.
- Opis wyprawy misyjnej Brunona sporządzony przez jego ocalałego towarzysza, Wiperta: Miłosz Sosnowski: Anonimowa Passio s. Adalperti martiris (BHL 40) oraz Wiperta Historia de predicatione episcopi Brunonis (BHL 1471b) – komentarz, edycja, przekład, [w:] "Rocznik Biblioteki Narodowej" t. 43 (2012), s. 5-74.
- Bruno Bonifacy z Kwerfurtu 974 – 1009, zapomniany święty i męczennik (zbiór materiałów o św Brunonie). kki.pl. [dostęp 2017-11-25]. [zarchiwizowane z tego adresu (2002-06-24)].
- 1009 metai: Šv. Brunono Kverfurtiečio misija = A. d. 1009: missio s. Brunonis Querfordensis. Sud. I. Leonavičiūtė. Vilnius: Aidai, 2006. lietuvai1000.lt. [zarchiwizowane z tego adresu (2010-05-07)].
- Łomża, [w:] Słownik geograficzny Królestwa Polskiego, t. V: Kutowa Wola – Malczyce, Warszawa 1884, s. 699.
- Brunon z Kwerfurtu: Bibliografia w Litdok, Bibliografia Historii Europy Środkowowschodniej, Instytut Herdera (Marburg)

### Literatura przedmiotowa
- Grzegorz Białuński. Bruno z Kwerfurtu. Pamięć i kult. „Pruthenia. Pismo poświęcone Prusom i ludom bałtyjskim”. VIII, 2013. ISSN 1897-0915.
- Grzegorz Białuński, Misja Prusko-litewska biskupa Brunona z Kwerfurtu, Monumenta Literaria Prussiae, Seria C: Monografie, nr 1, Olsztyn 2010, ISBN 978-83-60839-38-6
- Piotr M.A. Cywiński. Zanik pamięci o Brunonie z Kwerfurtu w świadomości zbiorowej. „Przegląd Historyczny”. 89/4, 1998. ISSN 0033-2186.
- Teresa Michałowska: Średniowiecze. Wyd. 1. Warszawa: Wydawnictwo Naukowe PWN, 1995, seria: Wielka Historia Literatury Polskiej. ISBN 83-01-11452-5.
- Teresa Michałowska: Literatura polskiego średniowiecza. Warszawa: Wydawnictwo Naukowe PWN, 2011. ISBN 978-83-01-16675-5.
- Miłosz Sosnowski. Anonimowa Passio s. Adalperti martiris (BHL 40) oraz Wiperta Historia de predication episcopi Brunonis (BHL 1471b) – komentarz, edycja, przekład. „Rocznik Biblioteki Narodowej”. 43, s. 5-74, 2012. ISSN 0083-7261.
- Józef Widajewicz: Bruno z Kwerfurtu. W: Polski Słownik Biograficzny. T. 3: Brożek Jan – Chwalczewski Franciszek. Kraków: Polska Akademia Umiejętności – Skład Główny w Księgarniach Gebethnera i Wolffa, 1937, s. 24–26. Reprint: Zakład Narodowy im. Ossolińskich, Kraków 1989, ISBN 83-04-03291-0